# Gahanga (Sektor)
Gahanga ist einer von 10 Sektoren des Distrikts Kicukiro in Kigali, Ruanda.

## Geographie
Gahanga liegt im Süden des Distrikts Kicukiro und etwa 20 Kilometer südöstlich des Stadtzentrums von Kigali. Der Sektor hat eine Fläche von 36,8 km² und liegt auf einer Höhe von etwa 1480 m. Nachbarsektoren sind im Norden Kagarama, im Nordosten Kanombe, im Südosten Mwogo, im Südwesten Ntarama, im Westen Mageragere und im Nordwesten Gatenga. Der Sektor unterteilt sich in die sechs Zellen Gahanga, Kagasa, Karembure, Murinja, Nunga und Rwabutenge. Die Südgrenze von Gahanga bildet der Fluss Nyabarongo.

## Bevölkerung
Nach Stand der Volkszählung von 2022 liegt die Einwohnerzahl bei 79.082. Zehn Jahre zuvor waren es 27.808, was einem jährlichen Bevölkerungszuwachs von 11 Prozent zwischen 2012 und 2022 entspricht.

## Kultur
Im Sektor befindet sich das im Oktober 2017 eröffnete Rwanda Cricket Stadium. Der Bau des Stadiums begann im April 2015. Daneben gab es Pläne für ein Olympiastadion.

## Verkehr
Durch den Sektor verläuft in Nord-Süd-Richtung die Nationalstraße 5.